# مؤسسة وقفية
مؤسسة وقفية أو مؤسسات وقفية نشئت من أجل إدارة الممتلكات الوقفية والاشراف عليها وتنميتها وإنفاق ريعها في أوجه الخير العامة، وتأسست لتحقيق جملة من المصالح العامة والخاصة، ولها هيكل تنظيمي لإدارة مقدراتها والمحافظة عليها، ولعبت دوراً كبيراً في العهد العثماني، بتعزيز التفاعل بين أفراد المجتمع، وتوزعت الأوقاف لعدة مؤسسات خيرية ذات طابع ديني، وتهدف للمحافظة على المال بصيانته وتنميه واستثماره.

## مفهوم المؤسسة الوقفية
المؤسسة: مأخوذةٌ من قولهم: أسس يؤسس تأسيسًا ومؤسسةً، والتأسيس بيان حدود الدار، ورفع قواعدها، وبناء أصلها، وهي كل تجمع منظم يهدف إلى تحسين الأداء، وفعـالية العـمل؛ لبلوغ أهـداف محددة.
المؤسسة الوقفية: هي جهات خيرية غير هادفة للربح، تنشا من أجل إدارة الممتلكات الوقفية والاشراف عليها وتنميتها وإنفاق ريعها في أوجه الخير العامة، وتعمل هذ الهيئات من خلال قانون اتحادي أو محلي أو تشريع خاص.

## أهداف تأسيس المؤسسات الوقفية
1. المحافظة على كلية المال بصيانته وحسن التدبير فيه.
2. تداول منافع المال ومحاربة اكتنازه بين أفراد المجتمع.
3. تنمية المال واستثماره بالطرق المشروعة ليؤدي وظيفته الدينية والاجتماعية والاقتصادية والثقافية المنوطة به.
4. وسيلة للمسارعة والمبادرة لفعل الخيرات، والتعاون على البر والتقوى.
5. وسيلة لمساهمة إفراد المجتمع ببناء الدولة وتحقيق الاستقرار الاجتماعي.
6. إفساح الفرصة لكل الطبقات الاجتماعية بالإسهام في إحياء سنة الوقف.
7. تهذيب النفس من "الأنا الفردي" إلى "الأنا الاجتماعي" تحقيقًا لمقاصد اكتمال الإيمان بمحبة الخير للآخرين كمحبته لأنفسنا.
8. تكوين أنماط استثمارية جديدة تخدم الوقف ومقاصده.
9. تكثير ريع الوقف ومنه العمل على سد أكبر قدر من الاحتياجات الاجتماعية.[7]

## الهيكل التنظيمي للمؤسسات الوقفية
هنالك نوع من المشاريع الوقفية ذات الطابع الخدمي لم تكن معروفة في السابق مثل التعريف بالإسلام من خلال شبكة الإنترنت أو تطوير برامج كمبيوتر في خدمة الثقافة الإسلامية وغيرها، وفي ظل الثورة في نظم المعلومات التي يشهدها العالم اليوم، فإنه من الواجب على المسلمين أن يأخذوا نصيبهم من التقدم العلمي والتكنولوجي وأن يسخروا ما أنجزه العقل البشري لخدمة دينهم وقضاياهم.
وإقامة مثل هذه المشاريع تحتاج إلى متابعة وجهد متواصل ولا بد من أن يأخذ هذا النشاط ذو الطابع الوقفي مكانته في الهيكل التنظيمي وأن تنشأ له إدارة خاصة تقوم بالدعوة لهذه المشاريع ومتابعتها وتجديدها كلما اقتضى الأمر.
ويجب تعزيز القطاع الوقفي بهيئات رقابية شرعية وقانونية تقـوّم مسيرته وتساهم في الحفاظ على الممتلكات الوقفية وحقوق المستفيدين، ولذلك فإن المؤتمر العالمي الثالث للاقتصاد الإسلامي في جامعة أم القرى، أعتمد الهيكل التنظيمي للقطاع الوقفي على الشكل التالي:

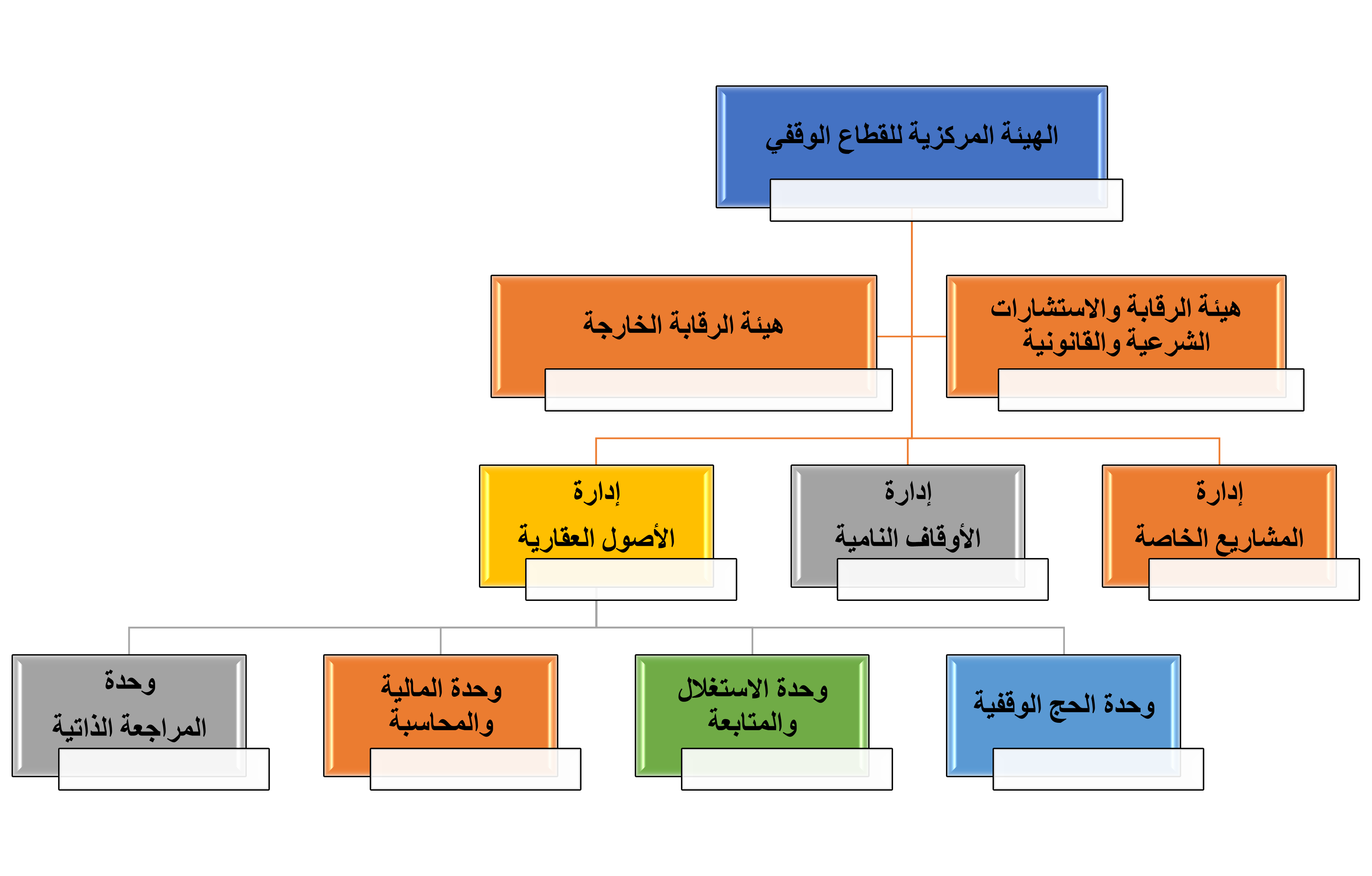
الهيكل التنظيمي للقطاع الوقفي في ثوبه الجديد

## الإفصاح والشفافية لدى المؤسسات الوقفية
إن تطوير المؤسسات الوقفية لابد من الاهتمام بالإفصاح الذي توفره لنا القوائم المالية، وفي الوقت ذاته نريد أن توّفر لنا القوائم المالية المعلومات بلغة بسيطة ومفهومة تمكننا من صناعة القرار داخل وخارج المؤسسة الوقفية، فنشر المؤسسة الوقفية لقوائمها المالية بإسلوب سهل وموحد، وفق معايير محاسبية، وأنظمة قانونية، له مبرراته وفوائده التي من أهمها:
1. تعد القوائم المالية أداة لقياس وتوصيل المعلومات التي تمكن من الحكم على أداء المؤسسة الوقفية إيجابًا أو سلبًا.
2. تحتاج المؤسسة الوقفية إلى المعلومات المحاسبية لممارسة الرقابة الداخلية على الخطط والبرامج.
3. تعد البيانات المحاسبية الأساس لاتخاذ القرارات على المستوى الداخلي للمؤسسة، وعلى مستوى صناع القرار والباحثين.
4. انضباط طريقة العرض في القوائم المالية لجميع المؤسسات الوقفية هو مما يسهل عملية إجراء المقارنات بين المؤسسات الوقفية، كما يسهل عملية إجراء الإحصاءات والدراسات المهتمة بتطوير هذا القطاع.
5. حاجة الدول المعاصرة إلى التقارير المالية لممارسة واجب الرقابة والتفتيش.
6. الاختلاف في طبيعة كل من المؤسسة الوقفية والخيرية والتجارية، يحتم اختلافًا في طبيعة الإفصاح المطلوب.
7. التقارير المالية السليمة تزيد من عنصر الثقة بالمؤسسة الوقفية، وتعزز عنصر المنافسة.
8. تقوم الدول المتقدمة بتطوير المعايير المحاسبية للقطاع الخيري دوريًا، مما يكسب مؤسسات العمل الخيري مزيدًا من القوة والمصداقية على مستوى العالم، ومن ثم يعزز منافستها وحجم التبرعات الواردة إليها، وبالتالي توسع أعمالها.
9. أخيرًا تأتي أهمية الإفصاح المحاسبي من أهمية القطاع الخيري نفسه بالنظر لكثرة المؤسسات العاملة فيه، ومن ثم الرغبة في تطويره وحمايته.[2]

### واقع الإفصاح المحاسبي في المؤسسات الوقفية العربية
1. حاجات العمل الخيري والوقفي تختلف باختلاف المجتمعات ولو بشكل نسبي، ولا بد من دراسة المعايير المحاسبية التي تلائم احتياجات المستخدمين وخاصة العاملين في المؤسسات الوقفية الإسلامية، وهذه المعايير اجتهادية ولابد من تطويرها بالشكل الذي يناسبنا بغض النظر عن محدودية هذا الاختلاف.
2. تنازع الجهات المشرفة على العمل الوقفي والخيري، وبالتالي تنازع تلك الجهات في إصدار معايير خاصة بها، وهذا يؤدي إلى اختلاف العرض في القوائم المالية على مستوى البلد الواحد، مما يؤدي إلى صعوبة إجراء المقارنات والإحصاءات وربما الرقابة والتفتيش.
3. المعايير المحاسبية المطبقة حاليًا في معظم الدول العربية هي مزيج من المعايير المحاسبية التجارية والحكومية.
4. يُترك في كثير من الأحيان لمكاتب المراجعة المحاسبية حرية التصرف والاجتهاد في الكيفية التي يتم بموجبها الإفصاح، وهذا يؤثر على طريقة العرض والتبويب على مستوى المؤسسة الواحدة.[2]

### طبيعة الإفصاح المحاسبي الذي نريد
إذا استطعنا تحديد طبيعة المستفيدين من التقارير المالية الصادرة عن القطاع الوقفي، فيمكننا وضع الإطار لأي مشروع على النحو التالي:
1. القوائم المالية يجب أن تفصح بشكل شامل عن جميع الحقائق المهمة لكل المستخدمين المحتملين والمهتمين بهذه الأرقام.
2. بينت الدراسات الحديثة أن المعلومات والأرقام المتعلقة بإظهار مدى كفاءة برامج المؤسسة، وحجم الإنجازات المتحصل، هي من أهم الأرقام التي تفيد قطاعات المستخدمين، وخاصة الواقف والمتبرع.
3. بينت الدراسات الحديثة ضرورة عدم الاقتصار على إظهار الأرقام المتعلقة بالمصروفات والأجور والرواتب والدورات والتخطيط دون الاهتمام بالأرقام التي تبين ما تم تحصيله من إنجاز.
4. نريد قوائم مالية منضبطة من حيث العرض لكل المؤسسات الوقفية والخيرية.
5. نريد قوائم مالية مفهومة نسبيًا، والابتعاد عن التعقيد، بحيث يتدرب القارئ على فهمها ويسهل عليه مراجعتها، مع ملاحظة أن عملية تبسيط الفهم يمكن أن ترتكز على طريقة عرض وتبويب القوائم المالية.[2]

## دور المؤسسات الوقفية في الخدمات الصحية
سجّل التاريخ الإسلامي صفحات مشرقة في مجال الطب والصحة، وازدهار علم الطب والصيدلة والكيمياء في بلاد المسلمين كان ثمرة من ثمرات الوقف، فقد كانت المشافي التي تم تمويلها عن طريق الوقف كثيرةً إلى حدّ يصعب حصرها، إذ وُقِفَت لها الأراضي والبساتين والدور وغيرها، لضمان استمرارها في تقديم خدماتها، ولم تكن أماكن للعلاج فقط بل كانت معاهد للتعليم الطبي والتمريض، ويكاد يكون الوقف في العصور الإسلامية القديمة المصدر الأول، وأحياناً الوحيد، للإنفاق على العديد من المستشفيات والمدارس والمعاهد الطبية، بل إن بعض المدن الطبية المتكاملة كانت تُموّل بالكامل من ريع الأوقاف، ومن أهم الأوقاف الصحية قديماً وحديثاً ما يلي:

## نماذج من الأوقاف الصحية عند المسلمين

### أول دار أسست لمداواة المرضى في الإسلام
من النماذج القديمة في تاريخ المسلمين والتي بناها في دمشق الخليفة الأموي عبد الملك بن مروان عام 88هـ، وجعل فيها الأطباء وأجرى عليهم الأرزاق عن طريق الأوقاف، كما أن أول مستشفى كبير في تاريخ الحضارة الإسلامية هو المارستان الذي أمر ببنائه هارون الرشيد في بغداد، ووجد في بغداد حيا كاملا من أحيائها يشبه المدينة الصغيرة كان يسمى بسوق المارستان يتوسطه قصر خضم جميل تحيط به البساتين والبيوت المتعددة وكلها أوقاف أوقفت على المرضى، وكان يؤمه الأطباء والصيادلة وطلبة الطب، إذ كانت النفقات جارية عليهم من الأموال الوقفية المنتشرة في بغداد.

### الوقف الطبي لجمعية صندوق إعانة المرضى بالكويت
أنشأت جمعية صندوق إعانة المرضى في الكويت ما سمته الوقف الطبي ومن أهم الوقفيات التي تندرج تحت هذا الوقف:
- وقفية غسيل الكلى
- وقفية كفالة طبيب
- وقفية الأجهزة الطبية
- وقفية الأدوية الطبية.[15][18]

### مشروع مركز الكويت للتوحد
تأسست في عام 1994م جمعية التوحد الكويتية لتعني بشؤون أطفال التوحد، بدعم من الأمانة العامة للأوقاف.

### وقف برج مصرف الراجحي الطبي بالسعودية
يقدم هذا الوقف خدمات صحية عالية الجودة، ويشتمل على عدد من العيادات الخارجية وخدماتها المساندة، إضافة إلى مراكز طبية متخصصة.

### وقف الرس الخيري لرعاية ذوي الإعاقة بالسعودية
يتربع على مساحة 2500م، وتقدر قيمة الوقف فيه ب 10 ملايين ريال.

### جمعية زمزم للخدمات الصحية التطوعية في السعودية
تأسست عام 1426هـ بمكة المكرمة تحت مظلة وزارة الشؤون الاجتماعية، وتمثل الأوقاف مصدر مالي ثابت للجمعية.

### مشروع مصرف الوقف الصحي بالشارقة
تتم ألية العمل في المصرف عن طريق جمع التبرعات من المحسنين ومنها يتم تمويل بناء بنايات وقفية يصرف مدخولها على المجالات الصحية المتنوعة، ومنها منح دراسية لابتعاث الطلبة لدراسة الطب، والوقوف على بناء المستشفيات الكبيرة والصغيرة، ووقف الأجهزة الطبية التي تحتاجها المستشفيات والعيادات كأجهزة غسيل الكلى، والوقوف على الأدوية خاصة المتعلقة بالأمراض المزمنة.

## نماذج من المؤسسات الوقفية العربية والعالمية الرائدة
لعبت المؤسسة الوقفية دوراً كبيراً بتعزيز التفاعل بين أفراد المجتمع الواحد، وتوزعت الأوقاف إبان العهد العثماني وبعده لعدة مؤسسات خيرية ذات طابع ديني، وتحتل بعض المؤسسات منها مكانة متميزة وهي:

### أوقاف الحرمين الشريفين
تعد أقدم المؤسسات الوقفية، وقد حظيت مؤسسة الحرمين بأغلبية الأوقاف في مدينة الجزائر، حيث استمدت أهميتها من المكانة السامية التي كانت تحتلها الأماكن المقدسة في نفوس الجزائريين، الذين أوقفوا عليها كثيرا من ممتلكاتهم، مما جعلها في طليعة المؤسسات الخيرية من حيث عدد الأملاك التي تعود إليها أو الأعمال الخيرية التي تقوم بها، فهي تقدم الإعانات لأهالي الحرمين الشريفين المقيمين بالجزائر أو المارين بها، وترسل حصة من الدخل إلى فقراء الحرمين في مطلع كل سنتين، وكان يوكل إليها حفظ الأمانات والإنفاق على ثلاثة من مساجد مدينة الجزائر، حيث كانت تشرف على حوالي ثلاثة أرباع الأوقاف.

### مؤسسة سليمان الراجحي الخيرية
شركة أوقاف سليمان بن عبد العزيز الراجحي القابضة تأسست شركة أوقاف سُليمان بن عبد العزيز الراجحي القابضة عام 1432هـ الموافق 2011م، لتكون الذراع الاستثماري لمنظومة أوقاف سليمان بن عبد العزيز الراجحي، تمتلك الشركة القابضة استثمارات مباشرة وغير مباشرة، في عدد من القطاعات داخل وخارج المملكة العربية السعودية، بلغت أرباح شركة أوقاف الراجحي عام 2015 نحو مليار ريال سعودي (266 مليون دولار)، 80% من الإيرادات تصرف في الأعمال الخيرية داخل السعودية، في حين النسبة المتبقية 20% تصرف خارج السعودية.

### مؤسسة أوقاف الجامع الأعظم
وهي من حيث كثرة عددها ووفرة مردودها تحتل الدرجة الثانية بعد أوقاف الحرمين ولعل هذا يعود أساسا إلى الدور الذي كان يلعبه الجامع الأعظم في الحياة الثقافية والاجتماعية والدينية، ولقد كانت أوقاف الجامع الأعظم بمدينة الجزائر تناهز 550 وقفاً، وكانت تشتمل على المنازل والحوانيت والضيعات وغيرها، ويعود التصرف فيها للمفتي المالي الذي يوكل أمر تسيير شؤونها إلى الوكيل العام، وكانت تصرف عوائد أوقاف الجامع الأعظم على الأئمة والمدرسين والمؤذنين والقيمين إضافة إلى أعمال الصيانة وسير الخدماتي.

### أوقاف سبل الخيرات
تأسست هذ المؤسسة الوقفية ذات الطابع الخيري سنة 999هـ/1590م، واتجه نشاطها إلى المشاريع الخيرية العامة كإصلاح الطرقات ومد قنوات الري واعانة المنكوبين، وذوي العاهات وتشييد المساجد والمعاهد العلمية، وقد بلغ عدد أوقاف سبل الخيرات 331 وقاف سنة 1936م، منها 119 ملكية عقارية، بمدخول سنوي يقدر بـ(14295.64) فرنكا، وذلك قبل أن تتضاءل إلى 175 وقفا خلال السنوات الأولى للاستعمار الفرنسي.

### مؤسسة الأميرة العنود الخيرية
تأسست مؤسسة الأميرة العنود بنت عبد العزيز بن مساعد بن جلوي آل سعود الخيرية بموجب الأمر الملكي رقم أ/239 وتاريخ 22 /10/ 1430هـ، وهي زوجة الملك فهد بن عبد العزيز آل سعود رحمهُ الله، وتألفت من:
- مجلس الأمناء يتكون من أبناء الأميرة العنود ومن نسلهم وأعضاء آخرين يختارهم المجلس، ويكون أحدهم مرشحاً من المفتي العام للمملكة العربية السعودية، ويرأس المجلس أكبر ابنائها وينيب عنه الذي يليه، ويوجد مجلس نسائي يتكون من بنات الأميرة العنود وبنات أولادها ومن نسلهم من الأناث وعضوات أخريات، وترأس المجلس أكبر بناتها أو حفيداتها وتنوب عنها التي تليها سناً، ويترأس عضوية المجلس النسائي الأميرة لطيفة بنت فهد بن عبد العزيز آل سعود.
- الأمانة العامة تعتبر الجهاز التنفيذي لأهداف المؤسسة، وإدارة الاستثمار العقاري وإدارة الشؤون الخيرية وإدارة الشؤون المالية والإدارية.[26]

### أوقاف مؤسسة بيت المال
تعتبر مؤسسة بيت المال من التقاليد العريقة للإدارة الإسلامية بالجزائر التي ظهرت في العهد العثماني وأصبحت تتولى إعانة أبناء السبيل ويتامى والفقراء والأسر، وتتصرف في الغنائم التي تعود للدولة، كما تهتم بشؤون الخراج وشراء العتاد، وتشرف على إقامة المرافق العامة من طرق وجسور وتشييد أماكن العبادة، كما كانت تهتم بالأماكن الشاغرة، وتتولى تصفية التركات وتحافظ على ثروات الغائبين، كما تقوم ببعض الأعمال الخيرية مثل دفن الموتى من الفقراء وأبناء السبيل ومنح الصدقات للمحتاجين.
وكان يشرف على هذ الهيئة الخيرية موظف سام يعرف (ببيت المالجي) يساعده قاضي يلقب بالوكيل، ويتولى شؤون التسجيل فيها موثقان يعرفان بالعدول، ونظراً لأهمية هذ المؤسسة فإن المشرف عليها يتمتع بصلاحيات متزايدة والاستقلال في إدارة شؤون بيت المالي.
وكانت مطالبة بدفع مساهمة شهرية تقدر ب (700) فرنك لخزينة الدولة، وتغطية نفقات الفقراء، والتكفل بأجرة القاضي والعدول وبعض العلماء التابعين لبيت المال، وقد لاحظ الفرنسيون عند فتحهم لمدينة الجزائر مدى ضخامة مداخل مؤسسة بيت المال، وهذا ما دفعهم إلى التدخل في شؤونها بحجة تنظيمها ليسهل عليهم الاستحواذ على مداخيلها.

### أوقاف الـجُند والثكنات والمرافق العامة
تم وقف العديد من الأملاك في الجزائر وخارجها للإنفاق على المرافق العامة التي كانت تحظى بالعديد من الأوقاف، ويقوم عليها وكلاء وشواش يعرفون بأمناء الطرق والعيون والسواقي، والجدول التالي يوضح مختلف المؤسسات الوقفية وأهمية نفقاتها والفوائد التي توفرها حسب تقرير المدير المالي للإدارة الفرنسية بالجزائر بتاريخ 30/09/1842م.
| أوقاف اهل الاندلس | أوقاف سبل الخيرات | أوقاف الحرمين الشريفين | السنة   |
| -                 | 9٬750٫40          | 105٬701٫15             | 1836 م  |
| 3٬870٫80          | 13٬341٫27         | 109٬895٫99             | 1837 م  |
| 3٬978             | 13٬903٫70         | 109٬937٫25             | 1838 م  |
| 4٬141٫24          | 12٬192٫709        | 143٬068٫62             | 1839 م  |
| 3٬384٫20          | 12٬712            | 166٬495٫25             | 1840 م  |
| 2٬775٫20          | 1٬061٬555         | 177٬268٫91             | 1841 م  |
| 18٬734٫20         | 7٬251٬561         | 81٬236٬717             | المجموع |

### مؤسسة أوقاف الأندلس
لقد ظهرت أوقاف أهل الأندلس بعد توافد عدد كبير من مهاجري عرب الأندلس وامتلاكهم الأراضي الزراعية بالجزائر منذ عهد مبكر، وقد كان أغنياء الجالية الأندلسية يوقفون الأملاك على إخوانهم اللاجئين الفارين من جحيم الأندلس حتى بلغت مؤسساتها حسب الاختصاصات (60) مؤسسة وقفية وكانت لها أوقاف مشتركة مع مؤسسة الحرمين ومؤسسة الجامع الأعظم بالعاصمة، وتمثلت أملاك أهل الأندلس لسنة 1222هـ الموافق 1807-1808م بما يلي:
1. جنة بن الصفار بئر الخادم يبد أحمد الشراد وأحمد الفلس عناؤها (45) ريالا.
2. جنة بفحص الحراش بيد أحمد بن الطر جمان عناؤها (30) ريالا.
3. جنة برأس السد بيد السيد سيدي العربي بن الربيع حمودة عناؤها (60) ريالا.
4. نصيب من بحيرة بيد مصطفي التركي صهر خزندار سابقا عناؤها (80) ريالا.
5. جنة بالسد بيد على الشرابلي عناؤها غير مذكور.
6. الماء الذي حبسه باشا ببئر الخادم عناؤه (65) ريالا.[25]

هذا بالإضافة إلى الأوقاف الكثيرة الموجودة داخل المدينة، مما يجعل أوقاف أهل الأندلس تناهز (40) ملكية مستغلة، و(61) عناء سنويا، كلها تساهم بدخل سنوي بلغ في السنوات الأولى للاحتلال حوالي (40) فرنك، لكنها تضاءلت أهميتها وشحت مواردها ولم يعد يستفد منها سوى (71) فردا عام (1837م).

### مؤسسة أوقاف الأشراف
الشرفاء نسبة إلى آل البيت وقد ظهروا كفئة قائمة بذاتها أوائل القرن(11هـ ) والموافق للقرن (17م)، ويرأسهم نقيب يسمى نقيب الأشراف يختار من بين المرابطين، وكانت لهذه المؤسسة أوقاف متعددة، يذهب ريعها للأنفاق على زاوية خاصة بالأشراف، وقد أقام لهم الداي/ محمد بقطاش (1707م-1710م)، سنة (1121هـ ـ 1709م) أول زاوية خاصة بهم، ولعل هذا من أسباب تعاطفهم معه ونسبته إلى حضرتهم، ومما نصت عليه وقفية الباشا أنه لا يقيم في تلك الزاوية إلا الشريف الأعزب ولا يتولى وظائفها من إمامة وتدريس وخطابة وغيرها إلا الشريف، فإن لم يوجد اختير لها التقي الورع للقيام بهذه الوظيفة، ويتولى الوكيل شؤون وقفها والفائض منه يوزع على الأشراف المولودين بالجزائر رجالاً ونساءً وأطفالاً، ولا يجوز للوكيل أن يأخذ شيئا من الوقف لنفسه إلا للضرورة القصوى وفي هذه الحالة يصبح هو كالشريف الفقير، ولا يجوز لنقيب الأشراف أن يتدخل في شؤون الزاوية، لأن وضعه بالنسبة إليها هو وضع أعيان الأشراف الذين عليهم أن يجتمعوا بالوكيل مرة في السنة للنظر في إدارة الوكيل وأحوال الوقف.

### مؤسسة أوقاف المرابطين
كانت تتوزع أوقاف الأولياء والمرابطين في مدينة الجزائر على تسعة أضرحة، ثمانية منها تقع داخل مدينة الجزائر، وواحد منها وهو سيدي عبد الرحمن الثعالبي يقع خارج المدينة وقد أحصى لهذا المرابط ((44 وقفا عقاريا وزراعيا وجنات وقطع أرض داخل مدينة الجزائر وخارجها، وفي إحصائيات أخرى بلغ عدد أوقاف هذا المرابط ((69 وقفاً بمدخول سنوي قدره (6000) فرنك فرنسي عام (1837)م، كان يصرف جزء هام منه لإعانة بعض المحتاجين من سكان الجزائر بنسبة فرنك إلى ثلاثة فرنكات لكل شخص، وما تبقى منه يصرف على العاملين بزاوية سيدي عبد الرحمن من وكلاء وشواش وأئمة وقراء.

### نماذج من مؤسسات وقفية عالمية
1. وقفية (ROLEX).[2]
2. أوقاف مجموعة (TATA) الدولية.
3. وقفية (TED).
4. وقفية (GOOD WILL).
5. وقفية نوادي أطفال أمريكا.
6. وقفيات حماية الحياة البرية.
7. وفقية (GETTY).
8. أوقاف الاستشارات أوقاف روكفلر.
9. وقفية (Wellcome).
10. وقفية (National Geographic).
11. وقفية (Mozilla Foundation).[2]

## روابط خارجية
- مؤسسات وقفية رائدة
- الحاجة إلى تحديث المؤسسات الوقفية
- واقع المؤسسات الوقفية في المجتمع السعودي
- إدارة المؤسسات الوقفية: أحكام وأنظمة ولوائح
- دور المؤسسة الوقفية في تحسين التنمية المحلية
- المؤسسات الوقفية الجزائرية ودورها في الحياة الاقتصادية والاجتماعية